# Piedras Negras flygplats
Piedras Negras International Airport är en flygplats i Mexiko.   Den ligger i kommunen Nava och delstaten Coahuila, i den norra delen av landet, 1 000 km norr om huvudstaden Mexico City. Piedras Negras International Airport ligger 273 meter över havet.
Terrängen runt Piedras Negras International Airport är platt. Runt Piedras Negras International Airport är det ganska glesbefolkat, med 36 invånare per kvadratkilometer. Närmaste större samhälle är Piedras Negras, 7,9 km norr om Piedras Negras International Airport. Trakten runt Piedras Negras International Airport består i huvudsak av gräsmarker.